# Mata do Tumbá
Mata do Tumbá é o terceiro álbum de estúdio do cantor e compositor brasileiro Carlinhos Veiga, lançado em 2002 de forma independente.
Com produção e arranjos de Carlinhos, é o disco mais elaborado do artista, em termos de produção e instrumentação. Nele, o músico deu preferência pela sonoridade acústica, trabalhando somente com percussão ao invés de bateria. Veiga também tocou vários instrumentos, como a viola caipira, viola de cocho, violão, baixo e charango, para representar vários gêneros musicais brasileiros regionais apresentados nas músicas, como o pagode de viola.
Considerado um disco ousado, foi produzido em homenagem aos cinquenta anos da Mocidade para Cristo (MPC) no Brasil e teve a participação de vários músicos, como o guitarrista e violonista Hélio Delmiro. Mata do Tumbá contém, também, peças instrumentais com o uso de instrumentos de cordas, como violino e violoncelo. O disco foi um sucesso de crítica: foi eleito o 2º melhor disco da década de 2000, de acordo com lista publicada pelo Super Gospel. É o álbum de maior sucesso da carreira de Carlinhos Veiga.

## Faixas
| N.º            | Título                  | Duração |  |
| 1.             | "Acuípe"                | 4:45    |  |
| 2.             | "Santa Folia"           | 3:57    |  |
| 3.             | "Estrada"               | 5:03    |  |
| 4.             | "Mata do Tumbá"         | 4:45    |  |
| 5.             | "Aprendendo a Vida"     | 3:46    |  |
| 6.             | "Esse Mundo Tá Louco"   | 4:37    |  |
| 7.             | "Cezinha"               | 5:52    |  |
| 8.             | "Uma Vida Melhor"       | 1:50    |  |
| 9.             | "Rancheira"             | 4:02    |  |
| 10.            | "Aranherê"              | 6:40    |  |
| 11.            | "Nele Esperarei"        | 5:09    |  |
| 12.            | "Muito pra Contar"      | 4:44    |  |
| 13.            | "Guarnicê da Esperança" | 3:58    |  |
| Duração total: | Duração total:          | 59:16   |  |

## Ficha técnica
- Carlinhos Veiga - vocais, viola caipira, violão, viola de cocho, baixo, charango, produção musical, arranjos
- Cláudia Barbosa - flauta, vocais
- Ricardo Amorim - violão
- Eline Márcia - vocal
- Sandro Araújo - percussão
- Léo Barbosa - percussão
- Nelsinho Rios - baixo
- Norma Lílian - violoncelo
- Kalley Seraine - violino, rabeca
- Romero Fonseca - acordeon, vocais
- Reny Cruvinel - violão, vocais
- Cindy Folly - violino
- Hélio Delmiro - violão, viola caipira